# Die Akropolis von Athen

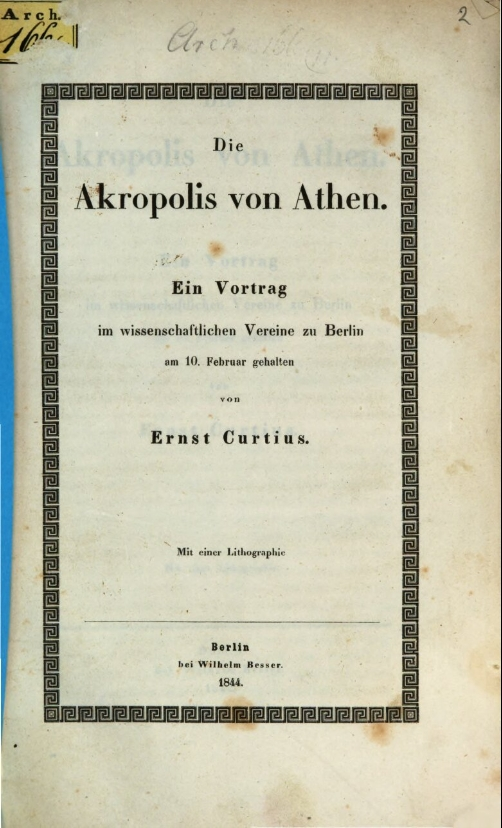
Titelseite des gedruckten Vortrages

Die Akropolis von Athen. Ein Vortrag im wissenschaftlichen Vereine zu Berlin am 10. Februar gehalten war ein Vortrag des noch am Beginn seiner Karriere stehenden Altertumswissenschaftlers Ernst Curtius, den dieser im Jahr 1844 hielt. Es war zum einen ein wichtiges gesellschaftliches Ereignis in Berlin, zum anderen ein zentraler Moment im Leben und in der Karriere des bedeutenden Wissenschaftlers. Curtius konnte nicht nur in wissenschaftlichen Kreisen Aufmerksamkeit erregen, sondern wurde auch beim preußischen Königshof zu einer Zeit wohlwollend wahrgenommen, als dieser nach einem neuen Prinzenerzieher suchte, der Curtius schließlich wurde. Damit war die weitere Karriere vorgezeichnet, und Curtius hatte alle Möglichkeiten, zu einem der bedeutendsten Altertumsforscher des 19. Jahrhunderts zu werden und dabei Projekte wie die deutsche Grabung in Olympia anzustoßen.

## Voraussetzungen

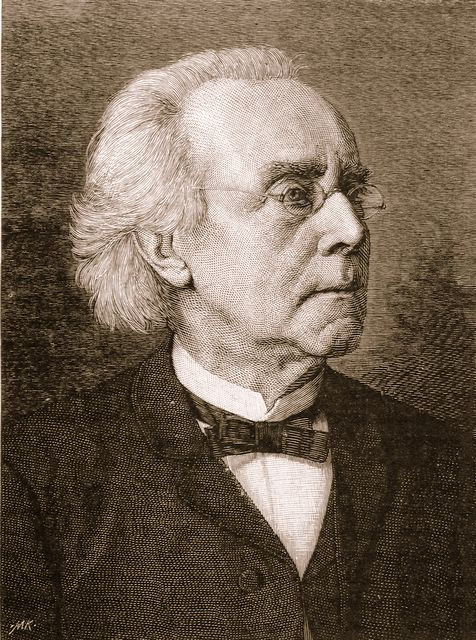
Ernst Curtius in den 1880er Jahren

Ernst Curtius stammte aus einer bedeutenden Lübecker Familie, die vor allem im 19. Jahrhundert eine nennenswerte Zahl an bedeutenden Personen – Beamte, Politiker und Wissenschaftler – hervorgebracht hatte, darunter neben Ernst Curtius’ Vater Carl Georg Curtius auch seine Brüder Paul, Theodor und Georg. Nach dem Studium in Bonn und Göttingen und einiger Zeit als Mitarbeiter von August Boeckh ging er 1837 als Hauslehrer der Kinder seines Lehrers Christian August Brandis mit diesem nach Athen. Von Athen aus bereiste er gemeinsam mit Carl Ritter mehrfach verschiedene Teile Griechenlands. Bei einer Reise durch den Peloponnes mit seinem früheren Göttinger Lehrer Karl Otfried Müller war er bei diesem, als dieser an den Entbehrungen der Reise starb. Zum Jahreswechsel 1840/41 kehrte Curtius nach Berlin zurück und promovierte an der Universität Halle. Er lehrte als Lehramtskandidat an verschiedenen Berliner Gymnasien, erhielt aber keine Festanstellung. Daneben habilitierte er sich 1843 und wurde anschließend Privatdozent an der Berliner Universität. Zu Beginn des Jahres 1844 war die Zukunft Curtius’ vollkommen unklar, und auch finanziell war er nicht abgesichert. Doch war schon eine nennenswerte Zahl an Akademikern, darunter August Meineke, aber auch Alexander von Humboldt, dem Curtius einige Zuarbeiten für dessen Werk Kosmos leistete, auf ihn aufmerksam geworden und förderte ihn nach Kräften. Zum Winckelmannsfest 1843 hielt Curtius schon nach Eduard Gerhard und Theodor Panofka den dritten Festvortrag.
Berlin wurde seit den Reformen unter der Leitung von Wilhelm von Humboldt, deren wichtigstes Ergebnis die Gründung der Berliner Universität im Jahr 1809 war, zu einem Zentrum der Wissenschaften. Nicht zuletzt durch den Einfluss Humboldts und dessen Vorstellungen einer idealen allumfassenden klassischen Bildung wurden die Kenntnisse der antiken Kulturen zu einem der wichtigsten Bildungsziele in Preußen. Preußen galt als die einzige Nation der Geschichte, in der die Kenntnisse in den fremden, noch dazu „toten“ Sprachen (Latein und Altgriechisch) für eine Karriere im Staatsdienst bedeutender wurden als die Kenntnisse der eigenen Sprache. Hinzu kommt die zu dieser Zeit bedeutende Bewegung des Philhellenismus. Die Beschäftigung mit der Kultur, Sprache, Kunst und Geschichte der Antike, ganz besonders der Griechen, gehörte somit zum damaligen Zeitgeist. Zum guten Ton der Zeit gehörte es, Interesse an den Entwicklungen der Wissenschaften zu zeigen, die unter anderem in Formen von öffentlichen Vorträgen einem breiten Publikum nahegebracht wurde. In Berlin war der wichtigste Ort für solche Vorträge das Gebäude der Sing-Akademie.

## Curtius’ Rede
Über die Vorbereitung der Rede und auch über die daraus resultierenden Entwicklungen und Folgen ist die Nachwelt vor allem durch die Briefe von Ernst Curtius und anderen Personen informiert. Anfang Januar 1844 schrieb Curtius das erste Mal in einem Brief an seine Eltern von einem bevorstehenden Vortrag über die Athener Akropolis, mit dessen Vorbereitung er sich nicht ganz leicht tat. Zudem berichtete er seinen Eltern, dass er einen Stich mit Ansichten der Akropolis für seinen Vortrag in Auftrag gegeben hatte. Am 4. Februar schrieb er einen Brief an seinen Bruder, in dem er beschrieb, dass er in wenigen Tagen um 17:10 Uhr vor 950 Leuten seinen Vortrag zu halten habe; unter den Zuhörern würden verschiedene Mitglieder des Königshauses und des Hofstaates erwartet. Er bezeichnete sich als „Unglücklichen“ und drückte seine Hoffnung aus, dass alles gut gehen möge. Zur Vorbereitung habe er den Vortrag mit positiven Rückmeldungen schon vorab am 2. Februar vor den Müllers und am 3. Februar vor der Witwe von Clemens August Carl Klenze gehalten.

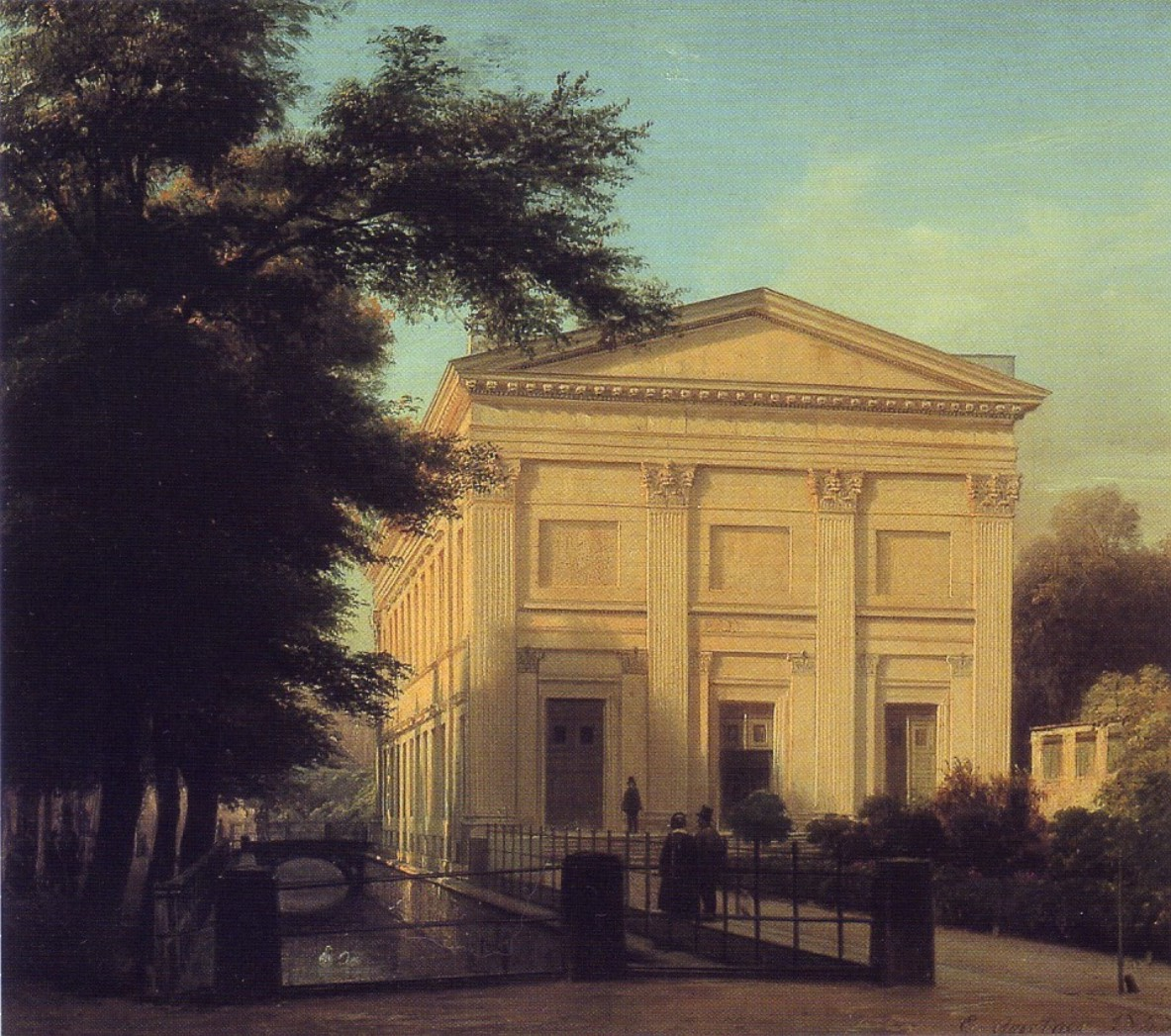
Sing-Akademie, Gemälde von Eduard Gaertner (1843)

Am 10. Februar 1844 hielt schließlich Curtius seine vom Wissenschaftlichen Verein zu Berlin organisierte Rede im Gebäude der Sing-Akademie. Am nächsten Tag erschien dazu ein Bericht in der Spenerschen Zeitung, wo der Vortrag als „ebenso gelehrt wie interessant“ bezeichnet wurde. Einen noch besseren Eindruck gibt aber ein Brief, den Curtius’ Freund Kurd von Schlözer an Curtius’ Bruder Theodor schrieb. Schlözer weist ausdrücklich darauf hin: „Ich halte mich hierbei an die strengste Wahrheit, Uebertreibungen oder Lügen kennt mein unschuldiges Herz nicht.“ Laut seinem Bericht hatte der Vortrag ganz Berlin in Aufregung versetzt. Angefangen hatte es schon vor dem Vortrag, zu dem ab dem einsetzenden Abend die Berliner in großer Zahl eilig strömten, um ja nichts davon zu verpassen. Es muss ein großes Durcheinander geherrscht haben, sowohl auf dem Weg zum und vor dem Gebäude als auch im Gebäude selbst. Zur Regulierung des alle Altersklassen umfassenden Publikums war eine Schwadron Gendarmen eingesetzt. Der Einlass in das Gebäude dauerte infolge des Andrangs bis zu einer halben Stunde. War er gelungen, begann das Chaos aufs Neue, wenige konnten ihre Plätze finden und viele der Damen sollen vor Aufregung zu schreien begonnen haben. Von der Unruhe war selbst die Königsloge erfasst. In ihr waren neben dem König Friedrich Wilhelm IV. und der Königin Elisabeth, die nach längerer Krankheit hier das erste Mal wieder in die Öffentlichkeit trat, auch der spätere Kronprinz Friedrich, Prinz Adalbert und Prinz Waldemar. Hinzu kamen weitere Angehörige des Hofes und eine große Zahl Personen des öffentlichen, kulturellen und wissenschaftlichen Lebens der Stadt.
Inmitten des Wirbels und Lärms um ihn herum stand Curtius in der Mitte ganz ruhig auf einem niedrigen Podest da. Anders als üblich hatte er seine sonst so wüsten Haare ordentlich gekämmt, ja frisiert. Um den Hals hatte er ein blütenweißes Halstuch geschwungen, das das Aussehen des noch jungen Mannes unterstrich. Seine Ausstrahlung soll sowohl äußere Ruhe als auch innere Anspannung gezeigt haben. Auch die Glacéhandschuhe waren blütenweiß. In einer Hand hielt er seinen Hut, in der anderen ein Blatt Papier. Sein Blick war stetig auf die königliche Loge gewandt. Als sich der König setzte, war augenblicklich Ruhe im Saal. Und auf ein weiteres Zeichen des Königs hin bestieg Curtius die Rednertribüne und begann mit seinem Vortrag, nachdem er sein Manuskript entfaltet hatte. Mit leiser, aber deutlich zu vernehmender Stimme redete er. Das Publikum folgte seinem Vortrag sehr aufmerksam, insbesondere die älteren Frauen schienen besonderes Gefallen an ihm gefunden zu haben. Zu den Frauen in der ersten Reihe, die laut Schlözer besonders an Curtius’ Lippen hingen, gehörten Albertine Weinbeck, die Frau von Adalbert von Ladenberg, Pauline Gotter und die „schöne Tochter des Ministers Eichhorn“. Schlözer vermutete weiter, dass sicher einige der anwesenden jüngeren, unverheirateten Frauen während des Vortrags ein Auge auf Curtius geworfen hätten. Zunächst war er noch zurückhaltend und hatte viel abgelesen. Mit fortschreitender Dauer wurde Curtius immer feuriger und freier in seinem Vortrag. Mit der Zeit verflog seine anfängliche Scheu, und im Verlauf seines Vortrags kam er zu einem Punkt, ab dem er schließlich komplett auf sein Konzept verzichtete und nur noch frei redete. Das Thema war ihm, der ja mehrere Jahre in Athen gelebt hatte, sehr vertraut. Je weiter er von seinen Planungen abkam, desto größeren Eindruck hinterließ er bei seinen Zuhörern. Curtius’ Rede war dermaßen gelungen, dass Schlözer meinte, dass er vor dem inneren Auge seiner Zuhörer die toten Steinmassen der Akropolis zum Leben erweckt habe.
Curtius’ Vortrag endete nicht bei den Beschreibungen der archäologischen Hinterlassenschaften, sondern band diese in einer zeitgemäßen, blumigen und pathetischen Sprache in eine größere Erzählung ein. Er beschrieb Kulthandlungen ebenso wie den Ablauf der Panathenäen. Ähnlich einem Reiseführer beschreibt er die Gebäude ebenso wie die Friese und stellt heraus, dass die Deutung etwa der Metopen-Friese des Parthenons nicht immer leichtfällt, und widmet sich damit auch der Ikonografie. Ergänzend beschreibt er auch, wie man sich die Akropolis in der Antike vorzustellen hat, beschreibt die erhaltenen wie die heute verlorenen Weihegeschenke ebenso wie die nachantike Nutzung.

## Nachwirkung
Schon direkt nach dem Ende des Vortrags stürmten die Zuhörer auf Curtius ein. Die Schwester des Ministers Ludwig Gustav von Thile bestürmte ihn, er möge seinen Vortrag doch drucken lassen. Alten Generälen soll der Vortrag Tränen in die Augen getrieben haben, und nun bedankten sie sich warmherzig beim Redner und schüttelten reihenweise seine Hand. Die Prinzessin von Preußen ließ Karl Lachmann, den amtierenden Rektor der Universität kommen, und erkundigte sich bei ihm nach Curtius. Die Stimmung der Veranstaltung beschrieb Schlözer schlicht als „poetisch“. Auch noch viele Tage danach war der Vortrag Stadtgespräch und verdrängte alle anderen Themen. Lithographen, die Bilder der Akropolis im Angebot hatten, verdienten in den Tagen sehr gut. „Alle Mütter erzählen ihren Kindern von der Akropolis“, behauptete Schlözer und schloss seinen Brief mit den prophetischen Worten „Curtius’ Ruhm ist begründet“.
Noch am Abend des Vortrages sandte Alexander von Humboldt einen kurzen Brief, in dem er sein Bedauern ausdrückte, dass er wegen gesundheitlicher Probleme nicht wie geplant beim Vortrag sein konnte; es hätte sein erster Besuch eines Vortrages in der Sing-Akademie werden sollen. Auch er ermunterte Curtius, seinen Vortrag drucken zu lassen. Gut eine Woche nach seiner Rede schrieb Curtius an seine Eltern und berichtete. Nach eigenem Bekunden sei alles wider Erwarten gut verlaufen, er habe Berlin „für die Akropolis in Flammen gesetzt“. Der einzige Kritikpunkt, der ihm zugetragen worden sei, war, dass er sich nach seinem Vortrag nicht tief genug in Richtung der königlichen Loge verbeugt habe. Er selbst nahm es mit Humor: „Man sah den steifen Nacken eines Republikaners.“ Nichtsdestoweniger berichtete er stolz, dass sein Vortrag auch in den höchsten Kreisen positiv aufgenommen worden war. Curtius glaubte zwar nicht, dass sich für ihn unmittelbar etwas ändern würde, doch meinte er auch, er habe Eindruck hinterlassen, und dieser Eindruck könnte ihm noch nützlich werden. In jedem Fall wurde er nur wenige Tage nach dem Vortrag zum Minister Eichhorn bestellt, der sehr freundliche Worte für ihn hatte und ihm aus der Kasse des Ministeriums 100 Taler zuwies, damit er seine Studien ungestört fortführen konnte. Curtius’ finanzielle Situation hatte sich damit auf einen Schlag stark entspannt.

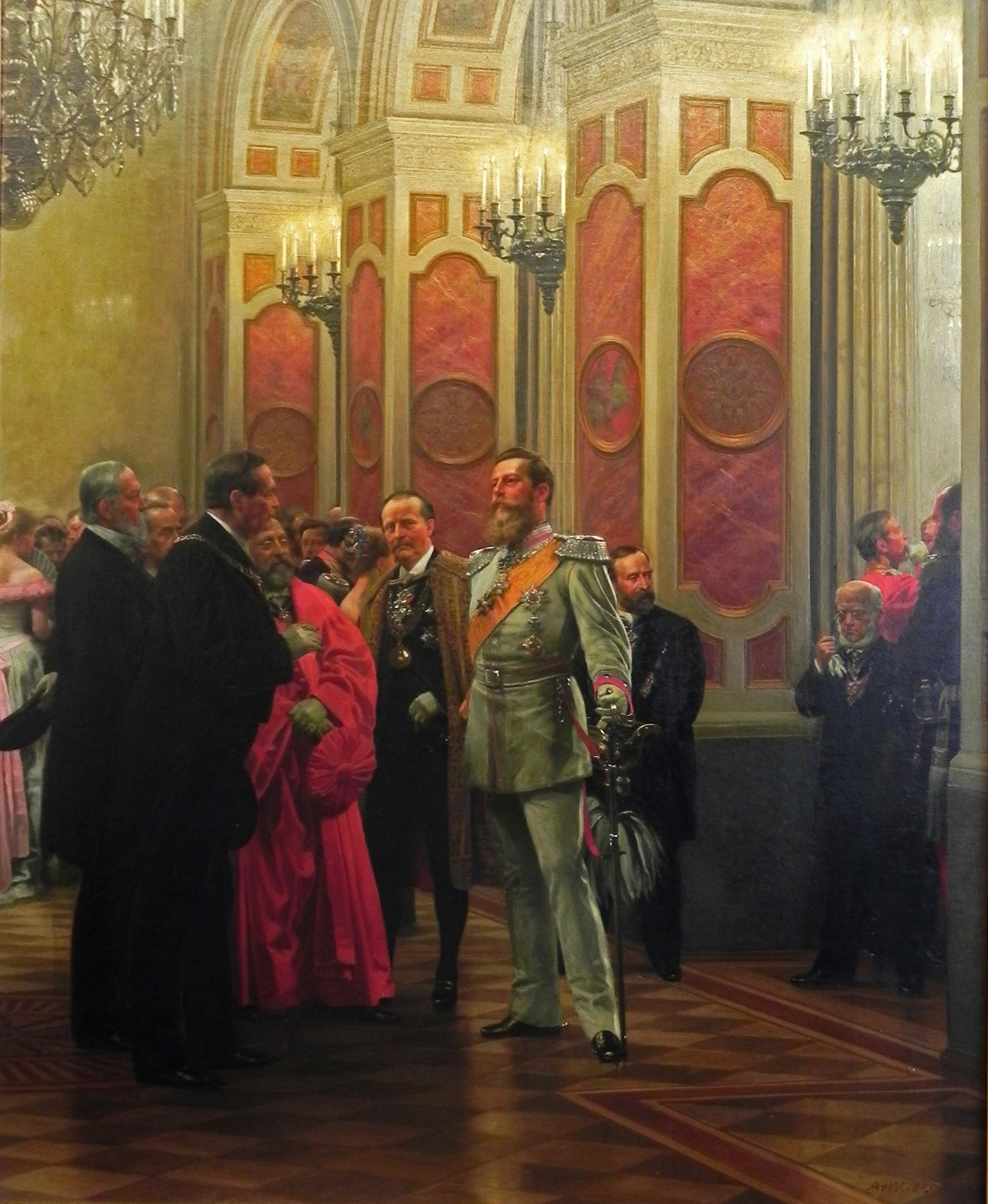
Anton von Werners Gemälde Kronprinz Friedrich auf dem Hofball (1878), Curtius’ Kopf ist leicht verdeckt zwischen den beiden vollständig zu sehenden Max von Forckenbeck und Robert von Benda gegenüber dem Prinzen auf der linken Seite des Gemäldes zu erkennen

Der Vortrag erschien noch im selben Monat einschließlich der von ihm in Auftrag gegebenen Lithografie in gedruckter Form als 35 Seiten umfassendes Bändchen. Es sind Briefe überliefert, mit denen er Exemplare davon an Alexander von Humboldt und an seine Cousine Victorine Boissonet versandte, mit der er seit Kindertagen befreundet war. Zudem schickte er mehrere Exemplare an verschiedene Vertreter des Königshofes, darunter den König selbst, die Prinzessin von Preußen sowie den Kronprinzen. Auch Karl Lachmann schenkte er zu dessen Geburtstag ein Exemplar mit einer persönlichen lateinisch verfassten Widmung darin. Allein für die erste Auflage erhielt er ein Honorar von vier Friedrich d’or. Das Buch verkaufte sich sehr schnell überaus gut. Offenbar erreichte er vor allem Frauen mit seinem Werk. In einem Brief an Wilhelm Wattenbachs Schwester Sophie – beides Freunde aus Kindertagen – drückte Curtius seine Freude darüber aus, dass sein Buch über die Akropolis weit über seinen Zuhörerkreis während des Vortrages hinaus Erfolg hatte.
Ende Juni wurde Curtius zu Karl von Unruh, dem Militärgouverneur des Prinzen Friedrich Wilhelm, gerufen. Dieser eröffnete ihm das Angebot, als verantwortlicher Lehrer für den Prinzen an den Hof zu kommen. Wie er seinem Vater schrieb, war das ein Angebot, das er einfach nicht ablehnen konnte, da es nur wenigen vergönnt sei, in einer solch engen Weise Einfluss auf die Erziehung eines Thronfolgers nehmen zu können. Einige Wochen später wurde das Angebot dergestalt erweitert, dass Curtius nicht mehr nur als Teil des Lehrkörpers für die Alten Sprachen zuständig sein, sondern die gesamte Bildung des Prinzen überwachen sollte. Curtius nahm das Angebot an und war von 1844 bis 1850 Erzieher des Prinzen. An der Universität wurde seine Privatdozentur in ein Extraordinat umgewandelt. Schlözers Voraussage hatte sich bewahrheitet. Curtius wurde später Professor an der Göttinger und der Berliner Universität und verfasste mit der Griechischen Geschichte das Pendant zu Theodor Mommsens Römischer Geschichte. Noch wichtiger als die Akropolis-Vorlesung wurde eine andere Rede von Curtius, die er am 10. Januar 1852 an der Sing-Akademie über Olympia hielt. Wenn es auch mehr als 20 Jahre bis zur Umsetzung dauerte, wurde sie der Auslöser für die deutschen Grabungen in Olympia und die Gründung des Deutschen Archäologischen Instituts in Athen. Noch in späteren Briefen an seinen Lehrer berichtete der Kronprinz davon, auf den Curtius einen großen Eindruck gemacht hatte, dass er immer wieder in seinem Exemplar der „Akropolis“ lese. Bis heute wird das Buch als Reprint neu gedruckt.
Auch im ganz Privaten hatte der Vortrag mittelfristig Folgen. Curtius heiratete 1850 die Witwe des Verlegers Wilhelm Besser, Auguste, der seinen Vortrag in Buchform in seinem Verlag publizierte.

## Ausgabe
- Die Akropolis von Athen. Ein Vortrag im wissenschaftlichen Vereine zu Berlin am 10. Februar gehalten. Verlag Wilhelm Besser, Berlin 1844 (Digitalisat Bayerische Staatsbibliothek; Google Books).